# Phoboscincus bocourti
Phoboscincus bocourti är en ödleart som beskrevs av  Brocchi 1876. Phoboscincus bocourti ingår i släktet Phoboscincus och familjen skinkar. IUCN kategoriserar arten globalt som starkt hotad. Inga underarter finns listade i Catalogue of Life.